# Ernst-Joachim Waschke
Ernst-Joachim Waschke (* 2. Oktober 1949 in Dessau) ist ein evangelischer Theologe, emeritierter Professor für Altes Testament an der Theologischen Fakultät der Martin-Luther-Universität Halle-Wittenberg und Vorsitzender der Stiftung Leucorea.
Waschke wurde mit einer Arbeit zum Menschenbild der biblischen Urgeschichte bei Siegfried Wagner in Leipzig promoviert und habilitierte sich mit einer Arbeit zur Messiasvorstellung im Alten Testament. Nach einer Tätigkeit als Pfarrer in Hanshagen und als Hochschulassistent bei Hans-Jürgen Zobel in Greifswald hatte er von 1990 bis 2015 den Lehrstuhl für Altes Testament in Halle (Saale) inne.

In der Wissenschaft vom Alten Testament ist Waschke neben seinen eigenen Arbeiten zu theologischen Themen des Alten Testaments auch als langjähriger Herausgeber der Zeitschrift für die Alttestamentliche Wissenschaft von Bedeutung.
Er war mehrere Jahre Dekan der Theologischen Fakultät und von 2000 bis 2003 Prorektor für Struktur und Finanzen der Universität. Waschke war Rektoratsbeauftragter für das Reformationsjubiläum 2017 und Mitglied des wissenschaftlichen Beirats für das Reformationsjubiläum, zudem von 2007 bis 2022 Vorstandsvorsitzender der Stiftung Leucorea in Wittenberg und als Alttestamentler Mitglied der Kammer für Theologie der EKD. In Halle ist Waschke zudem Ephorus des Reformierten Convicts.
Ernst-Joachim Waschke lebt in Halle (Saale), ist verheiratet und hat drei Kinder.

## Veröffentlichungen (Auswahl)
- Untersuchungen zum Menschenbild der Urgeschichte. Ein Beitrag zur alttestamentlichen Theologie (= Theologische Arbeiten 43). Evangelische Verlagsanstalt, Berlin 1984, DNB 810090155.
- Der Gesalbte. Studien zur Theologie des Alten Testaments (BZAW 306). de Gruyter, Berlin / New York 2001, ISBN 3-11-017017-5.

Als Herausgeber
- Reformen im Alten Orient und der Antike: Programme, Darstellungen und Deutungen (ORA 2). Mohr–Siebeck, Tübingen 2009, ISBN 978-3-16-149869-5.
- Hermann Gunkel (1862–1932) (BThSt 141). Neukirchener Verlag, Neukirchen-Vluyn 2013, ISBN 978-3-7887-2719-2.